# 崇安寺 (陵川)
崇安寺位于中国山西省陵川县城内，2006年被列为第六批全国重点文物保护单位。
崇安寺始建年代不详，曾称凌烟寺、福庆院、丈八佛寺，北宋太平兴国三年（978年）敕名崇安寺。寺坐北朝南，现存山门、过殿、大雄宝殿、西插花楼等建筑，为元明清时代建筑。山门为二层三檐楼阁式建筑，歇山顶。过殿面阔五间，进深六椽，单檐歇山顶。大雄宝殿面阔五间，进深六椽，单檐悬山顶。西插花楼面阔进深各三间，也是二层三檐楼阁式建筑。